# Lonesome Jim
Lonesome Jim (conocida también como Jim, el solitario o Conociendo a Jim) es una película cómica-dramática de 2005 dirigida por Steve Buscemi y escrita por James C. Strouse. Ambientada en Goshen, Indiana, la película está protagonizada por Casey Affleck como un depresivo aspirante a escritor que regresa a la casa de sus padres después de fracasar en Nueva York. Tras el intento de suicidio de su hermano mayor, y después de conocer a Anika (Liv Tyler), Jim, intentará vivir de una manera diferente. Se estrenó en el Festival de Cine de Sundance en 2005 donde fue nominada al Grand Jury Prize.

## Argumento
Jim (Casey Affleck) es un aspirante a escritor de 27 años, perennemente sombrío, de Goshen, Indiana, que se mudó a Nueva York con la esperanza de encontrar el éxito con su escritura. Después de dos años de apenas ganarse la vida como paseador de perros, decide regresar a la casa de sus padres en Goshen.
El hermano de Jim, Tim (Kevin Corrigan), de 32 años, un padre recientemente divorciado de dos niñas cuyo negocio fracasó recientemente, se mudó de regreso a la casa de sus padres. Trabaja en la fábrica de escaleras que pertenece y es operada por su padre Don (Seymour Cassel) y su alegre madre Sally (Mary Kay Place). Jim no tiene ningún interés en el negocio familiar y se resiste a la presión de comenzar a trabajar allí.
Jim conoce a Anika (Liv Tyler), una enfermera, en un bar y terminan teniendo sexo en una cama de hospital.
Después de una conversación entre los dos hermanos sobre cuya vida es más patética, Tim, que anteriormente había realizado repetidos intentos fallidos de suicidio, conduce su automóvil contra un árbol. Está gravemente herido, en coma y hospitalizado. Jim finalmente cede ante Don y trabaja en la fábrica asumiendo las funciones de Tim. También asume el trabajo de Tim como entrenador de un equipo de baloncesto femenino. El equipo, que no ha anotado un solo punto en los últimos 14 juegos, incluye a las dos hijas de Tim.
Mientras visita a Tim en el hospital, Jim se encuentra con Anika, que trabaja en pediatría. Conciertan una cita, pero al llegar a recogerla, descubre que es madre soltera. Sin embargo, su relación prosigue. Anika simpatiza con los problemas de Jim y decide apoyarlo incluso cuando él trata de convencerla de que lo mejor para ella es no estar cerca de él.
En la fábrica de escaleras, Jim se encuentra con su tío Stacy o «Stace» (Mark Boone Junior), que prefiere se llamado «Evil». Mientras fuman marihuana, Evil ofrece consejos sobre la eyaculación precoz y se conocen mejor. Le ofrece a Jim drogas recreativas y le pide que le abra una cuenta corriente para poder pagar cosas por correo. Evil le da a Jim 4000 dólares, diciendo que son regalos de cumpleaños, Navidad y graduación ahorrados.
La madre de Jim, Sally, es arrestada por oficiales de la DEA por supuestamente enviar drogas ilegales a través de la cuenta de FedEx de la tienda. Evil es el traficante de drogas, pero Jim no puede lograr que confiese. Evil señala que Jim se verá implicado si intenta denunciarlo, ya que abrió una cuenta con su dinero y dará positivo por consumo de drogas. Siempre optimista, Sally se hace amiga de sus compañeros de prisión y acepta una novela de Jim cuando la visita. Finalmente, es liberada bajo fianza.
A pesar de trabajar en la fábrica y sentirse responsable del encarcelamiento de su madre, Jim le permite a Anika suavizar su depresión y comienza a creer que vale la pena vivir la vida. Él la invita a ella y a su hijo a mudarse con él a Nueva Orleans, pero después de que Jim se acobarda y toma una decisión cuestionable, la mudanza parece descartada.
Jim finalmente se va solo a Nueva Orleans, dejando una nota para sus padres prometiendo no volver a dar por sentado su amor y revelando a Evil como el traficante de drogas. Anika aparece en la estación de autobuses para despedirse. Jim parte en el autobús, pero cuando Anika conduce de vuelta a casa con su hijo, él corre tras ellos con el equipaje en la mano.

## Reparto
- Casey Affleck - Jim
- Liv Tyler - Anika
- Mary Kay Place - Sally
- Kevin Corrigan - Tim
- Seymour Cassel - Don
- Mark Boone Junior - "Evil"
- Rachel Strouse - Rachel
- Sarah Strouse - Sarah
- Jack Rovello - Ben
- Rick Duplissie - Cliente del bar
- Jake La Botz - Phillip el soldador
- Don Strouse - Vecino
- Doug Liechty Caskey - Doug el predicador
- Pam Angell - Stacy
- Michael Buscemi - Conductor (sin acreditar)

## Producción
En un principio la película tenía un trato con Universal Studios y un presupuesto de tres millones de dólares. Sin embargo, el contrato con Universal fue inesperadamente cancelado y Lonesome Jim terminó siendo producida con unos escasos quinientos mil dólares, y siendo reducidos los días de rodaje de treinta días a diecisiete. Para abaratar costos, el guionista James C. Strouse, originario de Goshen (Indiana), empleó a dos de sus sobrinas como actrices, otro miembro de la familia como mánager y también utilizó la casa y la fábrica de sus padres como sitios para filmar. Se ahorró más dinero filmando toda la película con una cámara de video digital mini-DV.

## Crítica y taquilla
Durante su paso por los cines, Lonsome Jim no logró recuperar su presupuesto de quinientos mil dólares; la película recaudó tan solo 155 000 dólares en Estados Unidos y 175 000 en el resto del mundo.
Tuvo varias reacciones por parte de los críticos. Según los sitios de reseñas Rotten Tomatoes y Metacritic la película consiguió un 60 % y un 54/100 respectivamente, hasta octubre de 2008. El crítico Roger Ebert del Chicago Sun-Times le dio tres estrellas sobre cuatro posibles y la recomendó en su reseña para el programa de televisión At the Movies with Ebert & Roeper de Richard Roeper. Mathew Turner de View London comentó que "Lonesome Jim es una de las mejores películas del año, gracias a un magnífico guion, excelentes actuaciones y la acertada dirección de Buscemi". Peter Travers de la Rolling Stone le dio tres sobre cuatro estrellas, refiriéndose a la película como un "placer de humor seco" y comentando: "No puedo recordar haber disfrutado más en una película sobre la depresión". El crítico Christopher Campbell comentó que la película es "totalmente graciosa. Es por lejos lo más gracioso que vi durante el Festival de Sundance".
La crítica de Stephen Holden de The New York Times no fue muy positiva, criticó el sentido del humor de la película llamándolo "solo tan grande como la sonrisa de La Gioconda" y criticó la actuación de Affleck. Lisa Schwarzbaum de Entertainment Weekly le dio a la película un puntaje de C-, y escribió que el director Steve Buscemi "aquí está bloqueado por la inercia de su material".